# Martín Miguel
Martín Miguel település Spanyolországban, Segovia tartományban. Martín Miguel Valverde del Majano, Abades, Juarros de Riomoros, Anaya és Garcillán községekkel határos. Lakosainak száma 263 fő (2024).

## Népesség
A település népessége az elmúlt években az alábbi módon változott:
| Lakosok száma | 203  | 183  | 220  | 266  | 252  | 224  | 212  | 212  | 236  | 263  |
|               | 2001 | 2004 | 2007 | 2009 | 2012 | 2014 | 2017 | 2019 | 2022 | 2024 |